# پتار دیویچ
پتار دیویچ (صربی: Petar Divić؛ زادهٔ ۱۱ ژوئیهٔ ۱۹۷۵) بازیکن سابق و مربی فوتبال اهل صربستان است.
از باشگاه‌هایی که در آن بازی کرده‌است می‌توان به باشگاه ورزشی واشاش، باشگاه فوتبال بئوگراد، باشگاه فوتبال راد، و باشگاه فوتبال یونیون برلین اشاره کرد.
وی همچنین در تیم ملی فوتبال صربستان و مونته‌نگرو بازی کرده‌است.